# Президент на Сенегал
Президентът е държавен глава и ръководител на изпълнителната власт в Сенегал. Избира се пряко за срок от 5 години с възможност за еднократно преизбиране.
| 1 | Леополд Седар Сенгор (6 септември 1960 – 31 декември 1980) |  |
| 2 | Абду Диуф (1 януари 1981 – 1 април 2000)                   |  |
| 3 | Абдулай Уад (1 април 2000 – 2 април 2012)                  |  |
| 4 | Маки Сал (2 април 2012 – )                                 |  |